# XMMS
XMMS (akronym för X MultiMedia System) var den förmodligen populäraste mediaspelaren för Unix. XMMS är fri programvara under licensen GPL-2.0-or-later. Den fungerar på en uppsjö Unix-varianter och använder sig av GTK+ för sitt användargränssnitt som närmast kan betecknas som en klon av WinAMP.
Utvecklingen är nedlagd sedan flera år och får anses som legacy.
Flera skandinaver är inblandade i utvecklingen av XMMS, bland annat Peter Alm, Håvard Kvålen, Olle Hällnäs och Thomas Nilsson.